# Kirkkonen
Kirkkonen är en ö i Finland. Den ligger i sjön Jormasjärvi och i kommunen Sotkamo i den ekonomiska regionen  Kajana ekonomiska region  och landskapet Kajanaland, i den centrala delen av landet, 500 km norr om huvudstaden Helsingfors. Öns area är 2,4 hektar och dess största längd är 260 meter i sydöst-nordvästlig riktning.